# Kim Ja-in
Jain Kim (Hangul: 김자인, 11 de septiembre de 1988) es una escaladora profesional. Es principalmente activa competiciones de escala de dificultad y bouldering. Ha ganado la Copa del Mundo de Escalada en tres ocasiones (2010, 2013, 2014), el Campeonato del Mundo de Escalada una vez (2014) y el Rock Master una vez (2010).

## Biografía

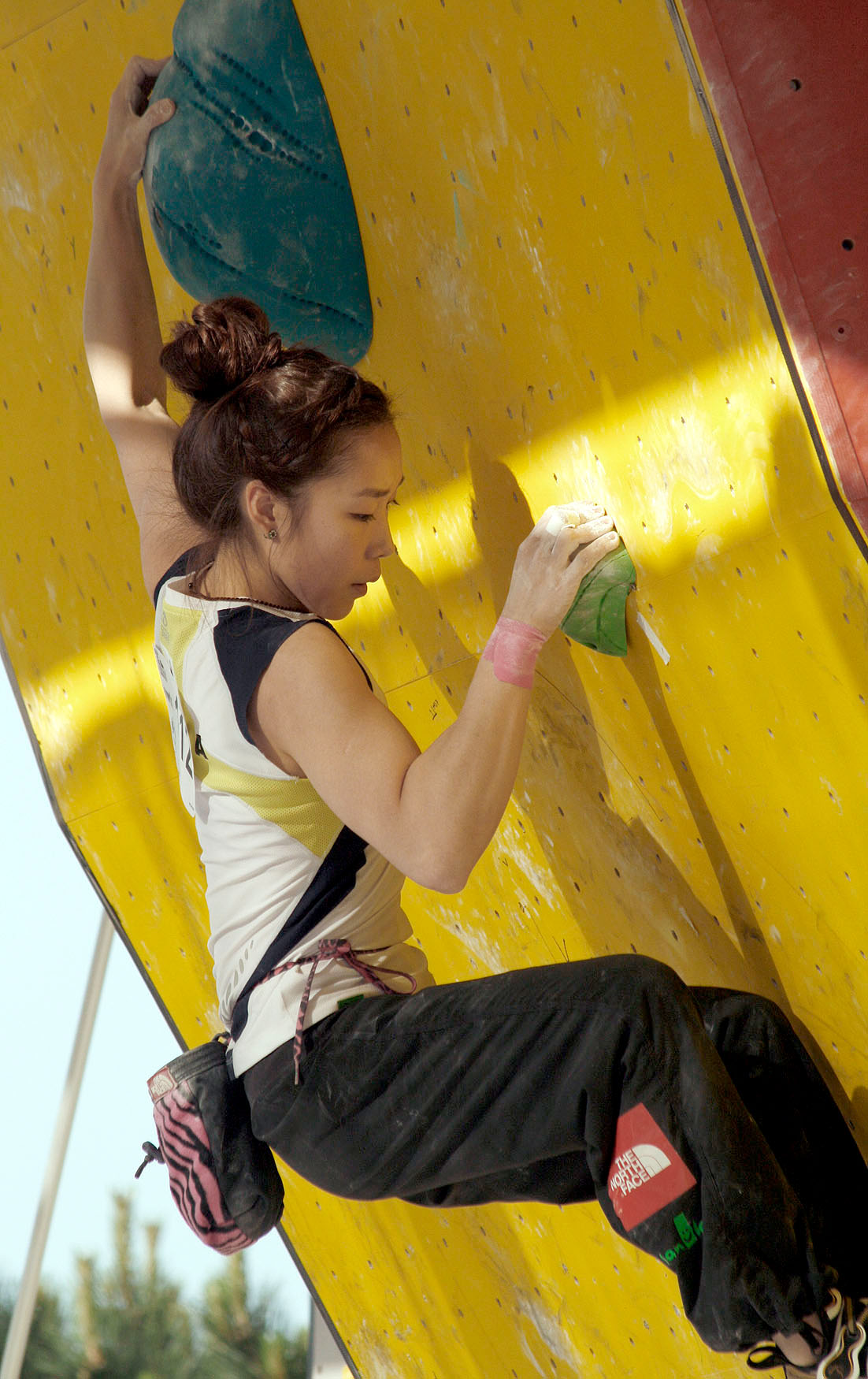
Jain Kim en la Copa del Mundo de Bouldering, Viena, 2010

Ha ganado el Campeonato asiático de escalada en numerosas ocasiones. En 2008, también ganó el Campeonato asiático de Boulder. En 2009, fue segunda en la Copa del Mundo de escalada, segunda en el Campeonato del Mundo de escalada, segunda en los Juegos Mundiales, y tercera en el Rock Master.
En 2010, ganó las competiciones de Rock Master y Copa del Mundo. En 2013 y 2014 ganó la Copa del Mundo, cada año consiguiendo cuatro medallas de oro de los ocho eventos.
Jain Kim también escala al aire libre. En mayo y junio de 2014, fue la primera en completar sus primeras rutas con 8b+; concretamente nombradas Bibita Biologica (8c) y Reini Vibes (8c/8c+), ambas en Arco, Italia.
El 14 de septiembre de 2014, tres días después de hacer 26 años, consiguió una victoria extraordinaria en el Campeonato del Mundo, donde ascendió a primera vista todas las vías propuestas para las calificaciones de la semifinal y la final.
En 2013, escaló la torre KNN en Busan (128 metros) y Lotte Department Store en Myeong-dong, Seúl (84 metros). En diciembre de 2016, se convirtió en la primera mujer del mundo en escalar Spicy Noodle en el condado de Yangshuo, Gilin, conocida como la escalada más difícil de China. El 20 de mayo de 2017, subió la torre Lotte de 555 metros en Seúl.

## Ranking

### Copa del Mundo
|            | 2004 | 2005 | 2006 | 2007 | 2008 | 2009 | 2010 | 2011 | 2012 | 2013 | 2014 | 2015 |
| ---------- | ---- | ---- | ---- | ---- | ---- | ---- | ---- | ---- | ---- | ---- | ---- | ---- |
| Dificultad | 25   | 18   | 28   | 14   | 18   | 2    | 1    | 2    | 2    | 1    | 1    | 2    |
| Boulder    | -    | -    | 36   | -    | 50   | 5    | 12   | 7    | 10   | 29   | -    | -    |

### Campeonatos mundiales
|            | 2005 | 2007 | 2009 | 2011 | 2012 | 2014 |
| ---------- | ---- | ---- | ---- | ---- | ---- | ---- |
| Dificultad | 32   | 8    | 2    | 2    | 2    | 1    |
| Boulder    | 12   | 45   | 17   | 11   | 5    | -    |

### Juegos mundiales
|            | 2005 | 2009 | 2013 | 2017 |
| ---------- | ---- | ---- | ---- | ---- |
| Dificultad | 5    | 2    | 2    | 4    |

### Rock Master
|            | 2009 | 2010 | 2011 | 2012 | 2013 |
| ---------- | ---- | ---- | ---- | ---- | ---- |
| Dificultad | 3    | 1    | -    | -    | 2    |
| Duelo      | -    | -    | 5    | -    | 3    |

### Campeonatos asiáticos
|            | 2004 | 2005 | 2006 | 2007 | 2008 | 2009 | 2010 | 2011 | 2012 | 2013 | 2014 |
| ---------- | ---- | ---- | ---- | ---- | ---- | ---- | ---- | ---- | ---- | ---- | ---- |
| Dificultad | 1    | 1    | 1    | 1    | 1    | 1    | 1    | 1    | 1    | -    | 1    |
| Boulder    | -    | -    | 2    | 1    | 1    | 2    | 2    | -    | 1    | -    | -    |

## Número de medallas en la Copa del Mundo

### Dificultad
| Edición | Oro | Plata | Bronce | Total |
| ------- | --- | ----- | ------ | ----- |
| 2004    |     |       |        |       |
| 2005    |     |       |        |       |
| 2006    |     |       |        |       |
| 2007    | 1   | 1     |        |       |
| 2008    |     |       |        |       |
| 2009    | 1   | 2     | 3      |       |
| 2010    | 5   | 5     |        |       |
| 2011    | 5   | 1     | 1      | 7     |
| 2012    | 3   | 2     | 1      | 6     |
| 2013    | 4   | 2     | 1      | 7     |
| 2014    | 4   | 2     | 6      |       |
| 2015    | 3   | 3     |        |       |
| Total   | 25  | 9     | 4      | 38    |

### Boulder
| Edición | Oro | Plata | Bronce | Total |
| ------- | --- | ----- | ------ | ----- |
| 2006    |     |       |        |       |
| 2007    |     |       |        |       |
| 2008    |     |       |        |       |
| 2009    | 1   | 1     |        |       |
| 2010    | 2   | 2     |        |       |
| 2011    | 1   | 1     | 2      |       |
| 2012    | 1   | 1     |        |       |
| Total   | 1   | 1     | 4      | 6     |